# 自由山 (富蘭克林縣)
自由山（英語：Liberty Hill）是一個位於美國阿拉巴馬州富蘭克林縣的非建制地區。該地的面積和人口皆未知。

## 地理
自由山的座標為34°20′51″N 88°45′54″W / 34.34749°N 88.76500°W，而該地最高點為海拔高度299米（即981英尺）。